# Saint-Cyrille-de-Wendover
Saint-Cyrille-de-Wendover es un municipio canadiense situado en la provincia de Quebec.

## Superficie
Saint-Cyrille-de-Wendover tiene una superficie de 110,2 km².

## Demografía
En 2021, tenía 4920 habitantes, una densidad poblacional de 44,6 hab./km², y 1937 viviendas.